# Polyphylla gracilicornis
Polyphylla gracilicornis (лат.) — вид пластинчатоусых жуков из подсемейства Хрущей (Melolonthinae). Распространён в провинции Суйюань (Китай) и в восточном Тибете. Длина тела имаго 26,5—28,5 мм; ширина — 13—13,5 мм. Имаго блестящие, чёрные; надкрылья тёмно-коричневые с резким желтовато-бурым мраморным чешуйчатым рисунком; ноги и усики тёмно-бурые. Жуков можно наблюдать в июле.